# Plexippoides validus
Plexippoides validus är en spindelart som beskrevs av Xie L., Yin C. 1991. Plexippoides validus ingår i släktet Plexippoides och familjen hoppspindlar. Inga underarter finns listade i Catalogue of Life.